# Biroia imitatrix
Biroia imitatrix är en stekelart som beskrevs av Günther Enderlein 1920. Biroia imitatrix ingår i släktet Biroia och familjen bracksteklar. Inga underarter finns listade.